# Alejandro (cântec)
„Alejandro” este un cântec al interpretei americane Lady Gaga, lansat la 20 aprilie 2010 drept cel de-al treilea single extras de pe al treilea extended play al artistei, The Fame Monster (2009). Compus și produs de Gaga și RedOne, piesa este inspirată de „frica de monstrul bărbat” iar versurile prezintă modul în care solista își ia rămas bun de la iubiții ei. Din punct de vedere muzical, „Alejandro” este un cântec synthpop mid-tempo.
Criticii de specialitate i-au oferit recenzii pozitive piesei, observând totodată influențe din muzica Madonnei și a formațiilor ABBA și Ace of Base. Cântecul a apărut în clasamentele din Regatul Unit și Ungaria datorită descărcărilor digitale. În urma lansării oficiale ca single, „Alejandro” s-a clasat din nou în Regatul Unit, precum și în Australia, Canada, Noua Zeelandă, Suedia și Statele Unite. Single-ul a ajuns, de asemenea, pe prima poziție a topurilor din Bulgaria, Finlanda, Polonia, România și Rusia, în timp ce în Statele Unite a devenit cel de-al șaptelea șlagăr de top 10 consecutiv al artistei în ierarhia Billboard Hot 100.
Videoclipul muzical al cântecului a fost regizat de fotograful de modă Steve Klein și a fost inspirat de dragostea lui Gaga pentru prietenii ei homosexuali, precum și admirația ei pentru iubirea homosexuală. În videoclip, cântăreața dansează cu un grup de soldați într-un cabaret, în timp ce scenele intercalate prezintă bărbați pe jumătate dezbrăcați ce țin mitraliere, sau pe solistă, înghițind un rozariu. Videoclipul a fost unul controversat și a obținut recenzii mixte. Criticii au complimentat ideea și natura întunecată a acestuia, în timp ce Liga Catolică a criticat-o pe Gaga pentru presupusa blasfemie, în ciuda faptului că regizorul Klein a respins această idee și a susținut că scena în cauză (înghițirea rozariului) a reprezentat „dorința lui Gaga de a se călugări”. Solista a interpretat piesa la al nouălea sezon al emisiunii American Idol, precum și în turneele The Monster Ball Tour (2009-2011), Born This Way Ball (2012), ArtRave: The Artpop Ball (2014) și Joanne World Tour (2017).

## Informații generale
Gaga a compus și produs cântecul „Alejandro” împreună cu RedOne și a fost înregistrat la Studiourile FC Walvisch în Amsterdam. În timpul unui interviu pentru Fuse TV, Gaga a spus că inspirația din spatele piesei a fost „frica de monstrul bărbat”. Revista Billboard a descris „Alejandro” ca fiind un cântec synth-pop cu „beat-uri Euro-pop agitate”. Piesa conține influențe din muzica formațiilor ABBA și Ace of Base. Influențele Ace of Base sunt proeminente în beat-uri, voce și melodie.
Piesa începe cu melodia principală din cântecul maghiar „Csárdás” al compozitorului italian Vittorio Monti, cântată la vioară, în timp ce cântăreața spune îndurerată (într-un accent spaniol): „I know that we are young, and I know that you may love me/But I just can't be with you like this anymore, Alejandro” (ro.: „Știu că suntem tineri și știu că poate mă iubești/Dar nu mai pot fi cu tine așa, Alejandro”). Cântecul se schimbă apoi într-un beat Europop agitat. Gaga își ia rămas bun de la foștii ei iubiți, cântând în ante-refren: „You know that I love you, boy/Hot like Mexico, rejoice!/At this point I've got to choose/Nothing to lose” (ro.: „Știi că te iubesc, băiete/Aprins precum Mexic, bucură-te!/În acest moment trebuie să aleg/Nu mai am nimic de pierdut”). Spre finalul piesei, cei trei protagoniști – Alejandro, Fernando și Roberto – se despart de Gaga.
Potrivit unei partituri publicate pe Musicnotes.com de Sony/ATV Music Publishing, cântecul are un tempo moderat de 99 de bătăi pe minut. „Alejandro” este compus în tonalitatea Si minor, iar vocea cântăreței variază de la nota Fa♯3 până la Sol5. Piesa urmărește o secvență simplă de Si minor–Sol–Fa♯minor în progresia de acorduri. Versurile vorbesc despre modul în care solista se apără de un grup de bărbați latini, având o serie de aluzii ABBA, notabil o referință către cântecul „Fernando” din 1976.
S-a stabilit inițial ca „Dance in the Dark” să fie cel de-al treilea disc single de pe The Fame Monster la dorința casei de discuri a artistei. Alegerea lui Gaga, „Alejandro”, a avut parte de o recepție slabă în ceea ce privește difuzarea la radio, astfel încât nu a fost considerată o alegere viabilă. În urma unui conflict între Gaga și casa de discuri, „Alejandro” a fost ales în cele din urmă pentru lansare. Cântăreața și-a exprimat bucuria prin intermediul unei postări pe contul ei de Twitter: „Alejandro e la radio. La naiba, sună așa de bine, am făcut-o, mici monștrii”. Single-ul a fost trimis în mod oficial către stațiile radio din Statele Unite la 20 aprilie 2010.

## Receptare

### Critică
Chris Ryan de la MTV a descris piesa ca fiind „un imn de mulțumire către o dragoste «aprinsă ca Mexicul»”. Evan Sawdey de la PopMatters a spus că vocea lui Gaga sună ca cea a Shakirei în refrenul piesei, în timp ce Ben Patashnik de la revista NME a numit „Alejandro” „fără griji”. Michael Hubbard de la MusicOMH a complimentat cântecul „genial de captivant, înșelător de simplu și surprinzător de melancolic” iar Sarah Hajibagheri de la ziarul The Times l-a criticat pentru că a fost o „cântare latino îndurerată și o eventuală respingere a Eurovision-ului”. James Reed de la ziarul The Boston Globe a criticat, de asemenea, „Alejandro”, opinând că „este o piesă dance caldă în care se repetă titlul din nou și nou, ca și când nu ar avea nimic mai bun de spus”. Single-ul a câștigat un premiu la categoria „Cea mai bună piesă dance” la gala anuală de premii International Dance Music Awards, eveniment ținut în timpul Winter Music Conference 2011.
Comparațiile cu lucrările formațiilor suedeze de muzică pop ABBA și Ace of Base au fost prezente mod constant în recenzii. Paul Lester de la BBC a considerat că „[Alejandro] se mișcă într-un ritm Ace of Base”. Lindsey Fortier de la revista Billboard a comparat single-ul cu piesele „Don't Turn Around” și „Fernando”, adăugând că: „Spre finalul cântecului, Alejandro, Fernando și Roberto nu sunt singurii goniți—ascultătorul dansează chiar în spatele lor”. Sal Cinquemani de la Slant Magazine a făcut, de asemenea, o conexiune cu Ace of Base, considerând „Alejandro” un omagiu către formație. Stephen Thomas Erlewine de la AllMusic a considerat că piesa este „o versiune actualizată a ABBA”. Mikael Wood de la ziarul Los Angeles Times a numit cântecul „spumos” și l-a comparat cu stilul trupei ABBA.
Jon Dolan de la revista Rolling Stone a numit „Alejandro” „o parodie tandră ABBA”, în timp ce Scott Plagenhoe de la Pitchfork Media a spus că, deși piesa este o transformare a muzicii formației ABBA, „este foarte modern în mare parte deoarece muzica pop și hip-hop din Statele Unite are, în prezent, numeroase influențe Europop, hi-NRG și dance”. Brian R. Fitzgerland de la ziarul The Wall Street Journal a comparat cântecul cu single-ul Madonnei din 1987, „Who's That Girl”. Robert Copsey de la Digital Spy i-a oferit piesei cinci din cinci stele, comparând-o cu cântecul Madonnei, „La Isla Bonita”, și piesele trupei Ace of Base. Acesta a lăudat, de asemenea, linia melodică „înșelător de captivantă” și versurile „melancolice”.

### Comercială

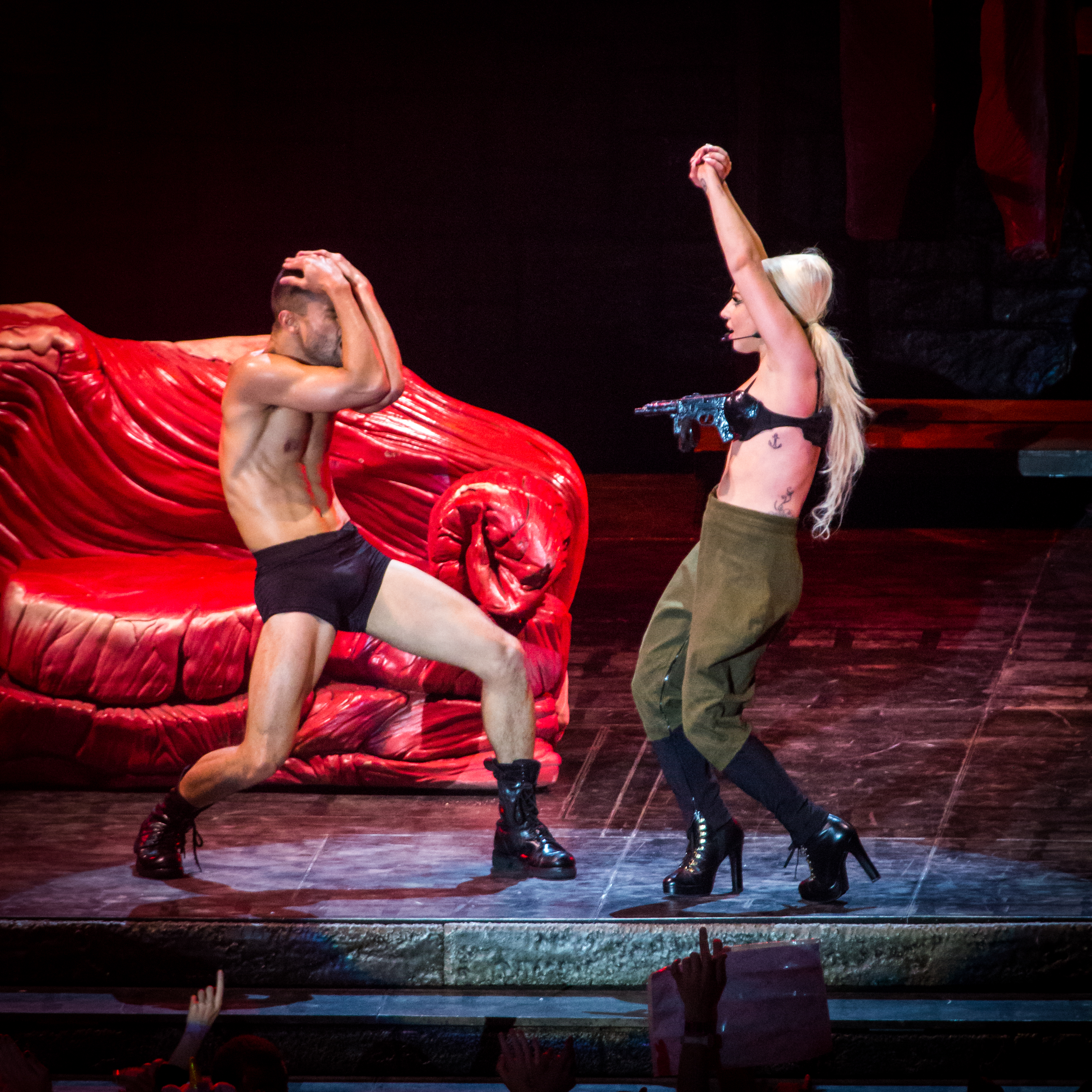
Lady Gaga interpretând „Alejandro” în turneul Born This Way Ball. Artista poartă sutienul cu puști, utilizat în videoclipul piesei.

În Statele Unite, „Alejandro” a debutat pe locul 72 în clasamentul Billboard Hot 100 la 17 aprilie 2010. Single-ul a ajuns ulterior pe locul cinci, devenind cel de-al șaptelea șlagăr de top 10 consecutiv al cântăreței. Gaga a devenit astfel cea de-a doua solistă care să aibă primele cinci single-uri în top 10 în Statele Unite, de vreme ce artista R&B Monica a realizat aceeași performanță în 1995-1999. Cântecul a debutat, de asemenea, pe locul 35 în Mainstream Top 40, și pe locul 71 în Hot Digital Songs, având vânzări de 24.000 de exemplare digitale conform Nielsen Soundscan. „Alejandro” a ocupat ulterior locul patru în Mainstream Top 40, devenind primul single al solistei care să nu ocupe primul loc. Piesa a debutat pe locul 40 în Hot Dance Club Songs și a ajuns pe primul loc la 7 iulie 2010. Single-ul s-a vândut în peste 2.66 de milioane de exemplare digitale în Statele Unite până în februarie 2018, Gaga devenind prima artistă solo din istoria digitală care să acumuleze șapte single-uri consecutive cu peste două milioane de vânzări. În Canada, „Alejandro” a debutat pe locul 78 în Canadian Hot 100 la 4 aprilie 2010 și a urcat către locul 50 în săptămâna următoare. Piesa a ajuns pe locul patru la 8 mai 2010.
Pe 5 aprilie 2010, cântecul a debutat pe locul 49 în clasamentul ARIA Singles Chart, urcând pe locul 28 în săptămâna următoare. Single-ul s-a clasat pe locul doi, devenind cea de-a șaptea piesă de top cinci consecutivă a solistei. „Alejandro” a primit discul de platină din partea Australian Recording Industry Association (ARIA) pentru expedierea a 70.000 de exemplare ale melodiei. Cântecul a debutat pe locul 35 în New Zealand Top 40 la 19 aprilie 2010 și a ajuns ulterior pe locul 11, poziția sa maximă.
În urma lansării extended play-ului The Fame Monster, „Alejandro” s-a clasat pe locul 75 în UK Singles Chart la 29 noiembrie 2009 datorită descărcărilor digitale. Pe 16 mai 2010, cântecul a reintrat în clasament pe locul 95, ocupând în cele din urmă locul șapte. Potrivit Official Charts Company, „Alejandro” s-a vândut în 436.000 de exemplare până în februarie 2014, fiind premiat cu un disc de aur de către British Phonographic Industry (BPI). Piesa este, de asemenea, al 37-lea cel mai bine vândut single pe vinil din Regatul Unit din anii '10. În România, „Alejandro” a avut parte de un succes considerabil, petrecând șase săptămâni pe prima poziție a clasamentului Romanian Top 100. Single-ul a fost a doua cea mai difuzată piesă din anul 2010 la posturile de radio și la televiziune muzicale din România, cu un total de 11,438 difuzări acumulate. De-a lungul Europei, cântecul s-a clasat în top cinci în Austria, Belgia (Flandra și Valonia), Cehia, Danemarca, Elveția, Germania, Irlanda, Italia, Norvegia, Olanda, Slovacia, și Ungaria. În Bulgaria, Finlanda, Polonia și Rusia, „Alejandro” a ocupat locul unu.

## Videoclipul

### Informații generale
În lansare ianuarie 2010, s-a raportat faptul că Gaga a realizat un casting pentru videoclipul piesei „Alejandro” și își dorea ca David Walliams și soția lui, Lara Stone, să apară în videoclip. La 23 martie 2010, Women's Wear Daily a raportat faptul că fotograful Steve Klein va fi regizorul videoclipului, Gaga însăși confirmând acest lucru. În timpul concertelor din Australia din cadrul turneului The Monster Ball Tour, cântăreața a fost intervievată de stația radio australiană Nova 100. Atunci când a fost întrebată despre videoclip, aceasta a spus că:
„Sunt foarte entuziasmată de videoclipul pentru «Alejandro» [...] De fapt, îl vom filma foarte curând și nu vreau să spun cine este regizorul pentru că vă veți da seama de multe lucruri. [...]  Absolut niciodată nu aș spune [despre conceptul videoclipului]! Mai degrabă te-aș minți [despre] ce o să fie videoclipului, astfel încât veți putea toți să fiți surprinși. O să-ți spun doar că nu este o continuare pentru «Telephone»”.”

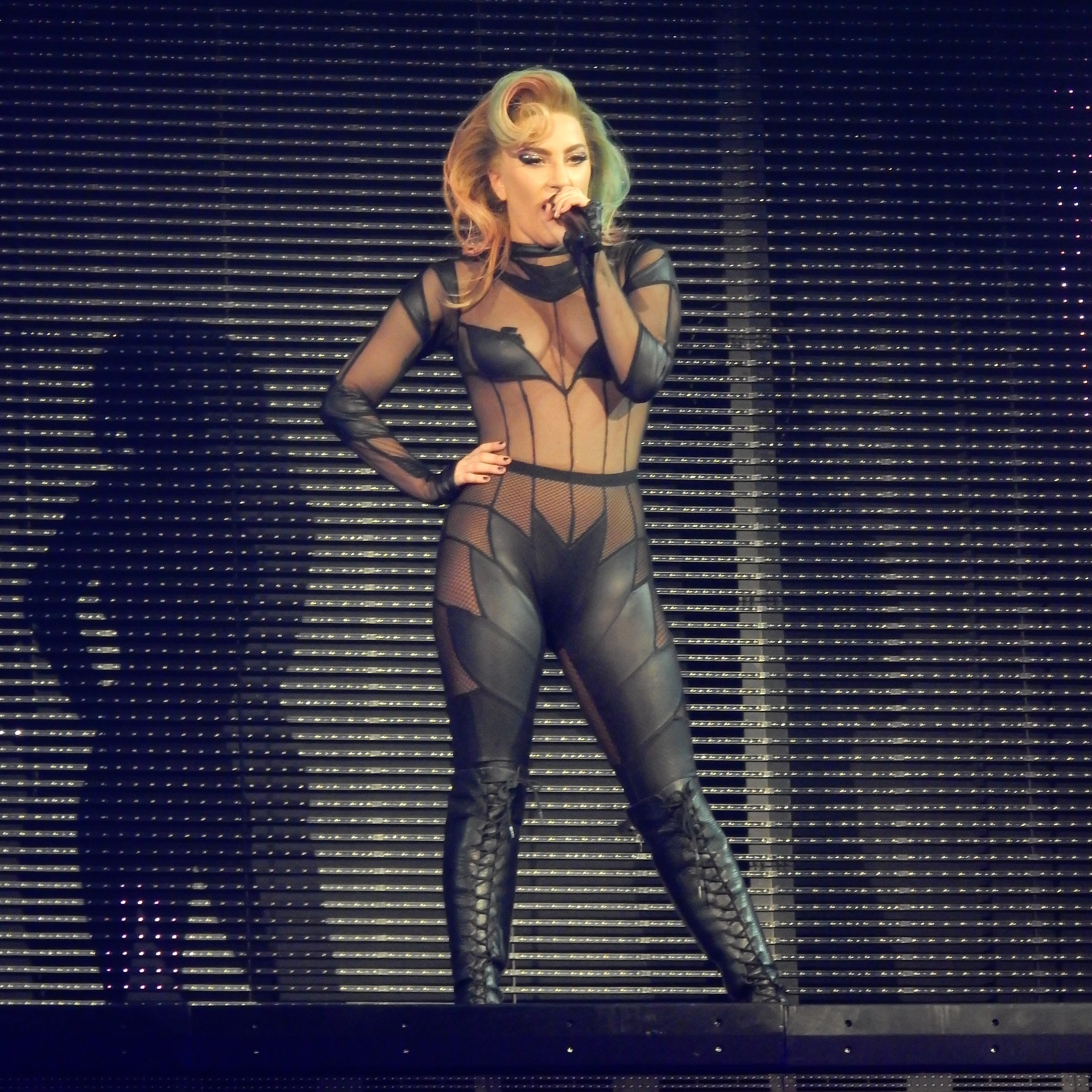
Gaga interpretând „Alejandro” în turneul Joanne World Tour (2018).

În urma confirmării faptului că regizorul va fi Klein, Gaga a explicat că nu știe „cum va arăta [videoclipul] până când nu va fi gata”, comentând că „[Steve Kelin] este un foarte bun prieten de-al meu și îl iubesc atât de mult [...] Am foarte mult respect pentru el. Și am fost foarte entuziasmați să colaborăm și să avem un fotograf de modă care să ne spună o poveste, povestea muzicii mele prin lentilele și ideile sale despre modă și stil de viață”. Cântăreața a mai dezvăluit faptul că Steve Klein i-a înțeles stilul de viață „Sunt ceea ce port”, devenind astfel un regizor potrivit pentru videoclip. Aceasta a mai spus: „Este despre locul de unde provin și dragostea pentru teatru, muzică, și minciuna în artă, iar Steven cunoaște și înțelege asta, [...] Așa că împreună am făcut un videoclip frumos, sunt foarte entuziasmată”. În mai 2010, Gaga a povestit conceptul din spatele clipului în timpul unui interviu pentru revista Time: „[Este despre] puritatea prieteniei mele cu bărbații gay și cum am fost incapabilă să găsesc formez o astfel de prietene cu bărbații heterosexuali. Este o celebrare și o admirare pentru dragostea homosexuală—este o confesiune a mea despre curajul și vitejia pe care aceștia trebuie să o aibă pentru a fi împreună. În acest videoclip, tânjesc după dragostea pentru prietenii mei gay—însă ei pur și simplu nu pot avea o relație cu mine”.
Un fragment al videoclipului a fost prezentat în timpul emisiunii Larry King Live la 1 iunie 2010. Acesta prezintă o secvență filmată în alb și negru în care Gaga și dansatorii ei realizează o coregrafie asemănătoare unui marș militar. Kara Warner de la MTV a fost de părere că videoclipul pentru „Alejandro” amintește de cel al Madonnei pentru piesa „Vogue” și cel al Christinei Aguilera pentru single-ul „Not Myself Tonight”, însă stilul lui Gaga a fost unul mult mai militant și masculin decât cel al Madonnei. Datorită temei militare, comparații între „Alejandro” și videoclipul lui Janet Jackson pentru „Rhythm Nation” au fost aduse. În timpul emisiunii, Gaga a spus că acesta are o „temă homoerotică militară [...] Este o celebrare a iubirii și aprecierii mele pentru comunitatea gay, admirația mea pentru curajul, dragostea și vitejia din relațiile lor”. Videoclipul a avut premiera pe atât pe website-ul oficial al cântăreței, cât și pe YouTube/Vevo pe 8 iunie 2010, la miezul nopții.

### Rezumat
Un fragment al videoclipului a fost dedicat musicalului de pe Broadway, Cabaret. Videoclipul începe cu o scenă în care soldați îmbrăcați în uniforme negre din piele stau într-un cabaret, intercalată de un cadru cu un soldat leșinat ce poartă ciorapi din plasă și tocuri, în timp ce alt soldat stă singur și privește de la distanță. Această scenă este, de asemenea, intercalată de cadre în care dansatori realizează o coregrafie elaborată pe măsură ce mărșăluiesc în fața Stelei lui David. O dată cu difuzarea introducerii cântecului, Gaga este prezentată conducând o înmormântare și transportând pe o pernă inima sacră. În momentul în care primul vers începe, artista este prezentată stând pe un tron și purtând un accesoriu pentru cap complex, ochelari binoculari, ținând în mână o pipă și privind dansatorii cum realizează o repetiție în zăpadă. Cântăreața este ulterior prezentată drept personajul Sally Bowles din Cabaret, dansând și stimulând acte sexuale cu trei bărbați în paturile înconjurate de reflectoare. Scenele sunt intercalate de cadre cu Gaga, stând întinsă pe pat mare și purtând costumul de călugăriță roșu din latex. Aceasta apare ulterior îmbrăcată într-o mantie albă cu glugă, asemănătoare Ioanei d'Arc, în timp ce alte scene o prezintă înghițind mărgelele unui rozariu. Mai apoi, solista și dansatorii apar într-o secvență alb-negru, purtând uniforme de militari într-un omagiu pentru coregraful Bob Fosse, câștigător al unui premiu Oscar pentru regia din varianta de film a Cabaret. Gaga poartă o perucă bob blondă și o ținută asemănătoare cu cea pe care Liza Minnelli o poartă în timpul interpretărilor. Cântăreața este prezentată purtând un sutien echipat cu puști AR-15, în timp ce dansatorii execută o nouă coregrafie. Ulterior, aceasta este înfățișată într-un club gol, secvență intercalată de cadre cu scene de război, lumini, și soldatul singuratic. Revenind la scena Ioana d'Arc, Gaga se luptă cu dansatorii și dezbracă. Clipul se încheie cu o scenă în care chipul artistei este ars. Klein a explicat că videoclipul este despre „dorința unei femei de a învia cadavrul persoanei iubite, neputând face față brutalității situației prezente. Este despre durerea de a trăi fără cel pe care îl iubești cu adevărat”.

### Receptare critică
James Montgomery de la MTV a fost de părere că „Gaga a creat o lume care, deși tiranică, arată bine”. Într-un articol separat, acesta a adăugat: „...poate că în sfârșit a ajuns în punctul carierei în care nici măcar ea nu mai poate să-și depășească propriile aptitudini”. Daniel Krepes de la publicația Rolling Stone a descris videoclipul drept „un epic cinematografic” iar Brad Wete de la revista Entertainment Weekly s-a declarat, de asemenea, încântat. Cu toate acestea, redactorul a spus că nu a înțeles ceea ce s-a întâmplat: „Abia aștept să aud cum va explica Lady Gaga ultimul ei videoclip, «Alejandro». În mare parte deoarece, deși l-am urmărit (de două ori!), nu am absolut nici o idee ce s-a întâmplat dincolo de ceea ce este evident”. Anthony Beningo de la ziarul Daily News a considerat că „noul clip al cântăreței șocante [...] este plin de imagini sadomasochiste legate de pat, făcându-l să arate ca o replică erotică a filmului Matrix”. Într-o recenzie pentru Los Angeles Times, Randall Roberts a spus că „videoclipul întărește noțiunea conform căreia nimeni nu înțelege convergența între imagine și muzică mai bine decât Gaga la ora actuală”. Jed Gottlieb de la ziarul Boston Herald a spus că „Scenariul [clipului] e greu de descifrat, însă cu siguranță nu este o poveste cu final fericit”, în timp ce Jen Dose de la ziarul National Post a opinat că „noul videoclip a lui Gaga pentru piesa «Alejandro» aduce fără îndoială nebunia cu care am început să ne obișnuim. E ca un omagiu de peste opt minute pentru Madonna—cu câțiva homosexuali naziști, azvârliți ca măsură de precauție”. Amy Odell de la revista New York a considerat că ținutele videoclipului nu au fost atât de „intense” precum cele din „Bad Romance” sau „Telephone”. Deși Nate Jones de la revista Time Magazine nu s-a declarat încântată de cântec, aceasta a spus că videoclipul a fost unul „fantastic... curajul complex dintre Gaga și regizorul Steven Klein chiar funcționează aici”. Jennifer Cady de la E! a apreciat clipul, însă a opinat că acesta nu este la fel de bun în comparație cu lucrările anterioare ale solistei. Julie Moult de la ziarul Daily Mail a declarat că „[La finalul videoclipului], nimeni nu mai poate spune că Lady Gaga este tipul de fată timidă și retrasă”.
Clipul a fost totodată puternic comparat cu lucrările din anii '80 ai artiștilor pop precum Madonna și Janet Jackson. Criticul Monica Herrera a considerat că videoclipul pentru „Alejandro” este hibrid între „Like a Prayer” al Madonnei și „Rhythm Nation” a lui Janet. Kyle Anderson de la MTV a găsit referințe către filmul Madonnei din anul 1996, Evita, precum și către clipurile pentru „Like a Prayer”, „Human Nature” și „Vogue”. Rolling Stone a comparat cinematografia alb-și-negru din „Alejandro” cu cea din „Vogue” și a observat, de asemenea, aluziile „deloc subtile” către „Like a Prayer”. Publicația a fost de părere că, motivul pentru care „Alejandro” este atât de similar cu lucrările Madonnei este acela că Steven Klein a lucrat îndeaproape cu Madonna înainte de filmarea videoclipului pentru „Alejandro”. Într-o recenzie pentru CBS News, Devon Thomas a spus că „Madonna-ismele sunt prezentate puternic”, observând totodată faptul că scenele în care Gaga poartă un sacou negru și o perucă cu păr tuns sunt similare cu „Express Yourself”, iar sutienul cu mitraliere este asemănător cu sutienul cu conuri pe care Madonna l-a purtat în „Vogue”. Acesta a mai comparat videoclipul cu turneul Blond Ambition World Tour, fiind de părere că „[acest clip] este o scrisoare vizuală de dragoste [pentru Madonna]”. Revista New York a considerat că „Alejandro” „duhnește a Madonna”, iar James Montgomery de la MTV News a spus că videoclipul pentru melodie „nu este cel mai bun din lume. Într-un articol publicat în ziarul The Sunday Times, Camille Paglia a scris „Gaga a împrumutat atât de mult de la Madonna (așa cum se poate vedea în ultimul ei videoclip) încât trebuie să întrebăm, în ce stadiu omagiul devine furt?”.

### Iconografie religioasă și controverse

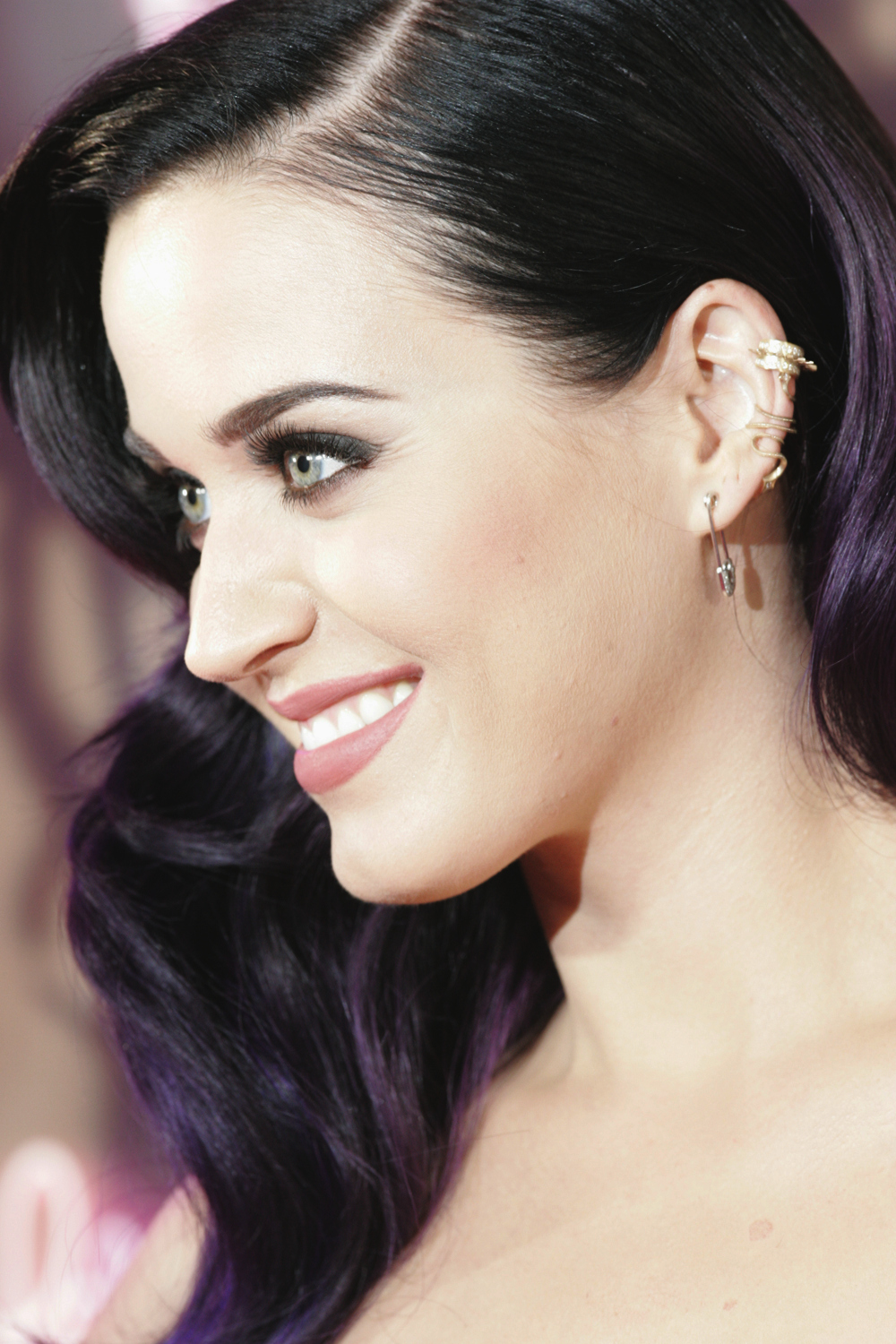
Cântăreața pop Katy Perry a criticat utilizarea „blasfematoare” a imaginilor religioase în videoclipul piesei „Alejandro”.

Videoclipul pentru melodia „Alejandro” a creat scandal în mass-media în urma lansării sale datorită imaginilor religioase. Unul dintre cele mai discutate scene din cadrul acestuia a fost cea în care Gaga, îmbrăcată într-o ținută de măicuță realizată din latex, a înghițit mărgelele unui rozariu. Liga Catolică a criticat utilizarea imaginilor religioase, acuzând-o pe artistă că a jucat o „imitație a Madonnei”. Monica Herrara a spus că „[Alejandro] aduce controverse religioase în același mod în care «Like a Prayer» al Madonnei a făcut-o odinioară, mixând elemente și imagini catolice, precum un rozariu sau o robă de călugăriță, cu elemente sexuale”. În timpul unui interviu acordat pentru MTV, Klein a explicat faptul că simbolismul religios nu a fost menit să denote nimic negativ, ci să prezintă bătălia lui Gaga cu forțele întunericului și forțele luminii. Așadar, la sfârșitul videoclipului, cântăreața este înfățișată din nou în costumul de călugăriță. Klein a mai spus că scena finală în care gura și ochii cântăreței dispar semnifică „modul în care ea își retrage toate simțurile din lumea răului și se întoarce către rugăciunea și contemplația interioară”. Regizorul a continuat prin a explica că scena în care Gaga înghite mărgelele rozariului a reprezentat dorința de a consuma trupul Lui Dumnezeu, rozariul fiind simbolul celui Sfânt.
Numeroși critici au fost de părere că imaginile religioase au fost o mișcare calculată din partea lui Gaga pentru a crea controverse. Simon Voxick-Levinson de la Entertainment Weekly a considerat că a fost o mișcare bine gândită, spunând: „Gaga vrea să ofenseze oamenii. E o provocatoare. Gaga probabil că ar fi dezamăgită dacă nimeni nu s-a simțit jignit de ultimul ei videoclip. Face unele lucruri cu scopuri bine puse la punct”. Redactorul a opinat că riscurile nu au fost la fel de originale și captivante ca cele din clipul pentru „Telephone”: „Riscurile asumate [...] au fost ține mult prea ușoare [...] e un fel de «am fost acolo, am trecut prin asta»”. Într-un articol publicat de Jon Caramanica pentru ziarul The New York Times, acesta a considerat că motivul din spatele controverselor a fost încercarea lui Gaga de a obține tronul de „Regina muzicii pop”, spunând: „Sunt destul de sigură că [ea] o iubește pe Madonna ... însă cred, de asemenea, că încearcă să ne spună «Acest titlu [de Regina muzicii pop] este al meu». Ne mai spune și «Te voi ucide cu propriul meu stil. Am învățat. Știu cum să fac asta ... și știu că voi arăta perfect făcând-o»”. Cu toate acestea, redactorul a opinat că imaginile religioase au fost mult prea evidente și indolente: „Chiar și cea mai proastă imagine provocatoare va fi de succes. Ea a primit exact ce a vrut”. Cântăreața Katy Perry și-a exprimat disprețul față de videoclip prin intermediul unei postări pe Twitter: „Să folosești blasfemia drept divertisment este la fel de ieftin ca un comediant ce spune glume proaste”. Publicația Huffington Post a constatat că, deși numele solistei nu este în mod direct menționat, postarea este categoric o critică a lui Perry la adresa lui Gaga. În timpul unui interviu la emisiunea Le 6/9 a postului de radio NRJ, Perry a spus că postarea nu a fost strict legată de Gaga, declarând că a fost bazată doar pe părerile personale cu privire la religie.

## Interpretări live
| |  |  |
| Interpretarea piesei „Alejandro” în varianta originală a turneului Monster Ball a prezentat aluzii sexuale între Gaga și dansatorii ei (stânga), în timp ce în varianta reorganizată, aceasta a făcut o baie într-o fântână asemănătoare cu cea Bethesda Terrace (dreapta). |  |  |

Gaga a cântat „Alejandro” în timpul turneului The Monster Ball Tour (2009–2011). Cu toate că melodia a fost a patra piesă interpretată în cadrul concertelor din America de Nord, în concertele din Europa și Regatul Unit, single-ul a fost printre ultimele cântece din spectacol. Interpretarea a prezentat-o pe artistă îmbrăcată într-un costum de baie argintiu, fiind transportată pe trupul unuia dintre dansatori către alt dansator și simulând ulterior o partidă de sex în trei. T'Cha Dunlevy de la ziarul The Gazette a spus că „melodiile au fost redate rapid, fără momente pentru a le despărți îndeajuns. Erau doar coregrafii, una după alta”. Jeremy Adams de la Rolling Stone fost de părere că „Alejandro” a fost „[unul dintre] acele numeroase momente ale spectacolului [...] care le-a oferit părințiilor din public consternare”. Jim Harrington de la ziarul San Jose Mercury News a comparat interpretarea lui Gaga cu cea a unei dansatoare erotice.
La 20 aprilie 2010, Gaga a cântat piesa la petrecerea de lansare a MAC AIDS Fund Pan-Asia Viva Glam în Tokyo, purtând o rochie din dantelă. Artista a intrat pe scenă într-un alai inspirat de nunțile japoneze, iar pe măsură ce luminile s-au estompat, aceasta s-a așezat la pianul de pe scena rotativă, cântând „Speechless”, urmat mai apoi de „Alejandro”. Gaga a fost ridicată de unul dintre dansatori, fiind acoperit de pudră de talc. La 28 aprilie 2010, cântăreața a apărut la cel de-al nouălea sezon al emisiunii American Idol, interpretând un potpuriu compus din „Bad Romance” și „Alejandro”. Concertul a fost difuzat în timpul episodului de la 5 mai 2010. Pentru spectacol, Gaga a stat pentru început la pian, cântând o versiune lentă a unui fragment din „Bad Romance”. Solista a purtat o ținută neagră, mânuind totodată o pelerină și fiind înconjurată de dansatori la bustul gol. Pe la jumătatea interpretării, aceasta și-a dat jos mantia și a început a se zvârcoli pe jos. Într-un colț al scenei, flăcări au început să iasă dintr-o statuie a Fecioarei Maria, pe măsură ce Gaga cânta refrenul. Luchina Fisher de la ABC News a numit spectacolul ca fiind „o voalată interpretare presărată cu sex și viori” iar artista a realizat „cea mai bună imitație a Madonnei”. La 9 iulie 2010, single-ul a fost cântat la emisiunea The Today Show, pe scena construită în afara studioului. În luna mai a anului 2011, Gaga a interpretat „Alejandro” în timpul festivalului Radio 1's Big Weekend din Carlisle, Cumbria.
În turneul Born This Way Ball din 2012-2013, interpretarea piesei „Alejandro” a constat în Gaga, stând întinsă pe o canapea făcută din carne falsă și purtând sutienul cu pistoale, în timp ce bărbați pe jumătate dezbrăcați dansau în jurul ei. Pentru turneul ArtRave: The Artpop Ball din 2014, Gaga a cântat melodia în timp ce a purtat o perucă verde și o pereche de pantaloni scurți din piele. În anul 2017, „Alejandro” a fost adăugat în lista de cântece pentru interpretarea lui Gaga de la festivalul Coachella Valley Music and Arts, iar solista a purtat un hanorac roșu în timpul concertului. Single-ul a fost, de asemenea, parte a turneului Joanne World Tour (2017–2018), iar Gaga a purtat un costum din piele decupat în timpul interpretării.

## Ordinea pieselor pe disc și formate
| - Descărcare digitală 1. „Alejandro” – 4:34 - EP The Remixes 1. „Alejandro” (Afrojack Remix) – 4:48 2. „Alejandro” (Rusko's Papuseria Remix) – 3:53 3. „Alejandro” (Dave Audé Remix) – 7:15 4. „Alejandro” (Skrillex Remix) – 5:49 5. „Alejandro” (Kim Fai Remix) – 7:20 6. „Alejandro” (The Sound of Arrows Remix) – 3:57 7. „Alejandro” (Bimbo Jones Remix) – 6:40 8. „Alejandro” (Kleerup Remix) – 5:22 - CD Single distribuit în Franța / EP distribuit pe iTunes 1. „Alejandro” (Versiunea pentru radio) – 3:58 2. „Alejandro” (Dave Audé Radio Remix) – 3:51 3. „Alejandro” (Bimbo Jones Radio Edit Remix) – 3:19 | - CD Single distribuit în Regatul Unit 1. „Alejandro” – 4:34 2. „Alejandro” (Dave Audé Remix) – 7:15 - Vinil 7" distribuit în Regatul Unit 1. „Alejandro” – 4:34 2. „Alejandro” (Bimbo Jones Remix) – 6:40 - Fișier iTunes distribuit în Regatul Unit 1. „Alejandro” – 4:34 2. „Alejandro” (Videclip) – 8:44 |

## Acreditări și personal
- Lady Gaga – voce principală, textier, co-producător, aranjament vocal, acompaniament vocal
- Nadir „RedOne” Khayat – textier, producător, editare voce, aranjament vocal, acompaniament vocal, inginer de sunet, instrumentație, programare, înregistrare la FC Walvisch, Amsterdam
- Eelco Bakker – inginer de sunet
- Johnny Severin – editare voce
- Robert Orton – mixare audio la Studiourile Sarm, Londra, Regatul Unit
- Gene Grimaldi – masterizare audio la Oasis Mastering, Burbank, California

Acreditări adaptate de pe broșura albumului The Fame Monster.

## Prezența în clasamente
| Țară (clasament 2010)                           | Poziția maximă | Referință |
| ----------------------------------------------- | -------------- | --------- |
| Australia (ARIA)                                | 2              | [ 102 ]   |
| Austria (Ö3 Austria)                            | 2              | [ 103 ]   |
| Belgia (Ultratop 50 Flandra)                    | 4              | [ 104 ]   |
| Belgia (Ultratop 50 Valonia)                    | 3              | [ 50 ]    |
| Bulgaria (IFPI)                                 | 1              | [ 105 ]   |
| Canada (Canadian Hot 100)                       | 4              | [ 106 ]   |
| Canada (AC)                                     | 2              | [ 107 ]   |
| Canada (CHR/Top 40)                             | 4              | [ 108 ]   |
| Canada (Hot AC)                                 | 2              | [ 109 ]   |
| Cehia (Rádio Top 100)                           | 1              | [ 110 ]   |
| Danemarca (Tracklist)                           | 4              | [ 111 ]   |
| Elveția (Swiss Hitparade)                       | 3              | [ 112 ]   |
| Europa (European Hot 100 Singles)               | 2              | [ 113 ]   |
| Finlanda (Suomen virallinen lista)              | 1              | [ 114 ]   |
| Franța (SNEP)                                   | 3              | [ 115 ]   |
| Germania (Official German Charts)               | 2              | [ 116 ]   |
| Irlanda (IRMA)                                  | 3              | [ 117 ]   |
| Italia (FIMI)                                   | 2              | [ 118 ]   |
| Luxemburg (Billboard Luxembourg Digital Songs)  | 2              | [ 119 ]   |
| Mexic (Monitor Latino)                          | 1              | [ 120 ]   |
| Norvegia (VG-lista)                             | 3              | [ 121 ]   |
| Noua Zeelandă (RMNZ)                            | 11             | [ 42 ]    |
| Olanda (Dutch Top 40)                           | 4              | [ 122 ]   |
| Olanda (Single Top 100)                         | 7              | [ 123 ]   |
| Polonia (Polish Airplay Top 100)                | 1              | [ 124 ]   |
| Regatul Unit (OCC)                              | 7              | [ 43 ]    |
| România (Romanian Top 100)                      | 1              | [ 47 ]    |
| Rusia (Tophit)                                  | 1              | [ 125 ]   |
| Scoția (OCC)                                    | 8              | [ 126 ]   |
| Slovacia (Rádio Top 100)                        | 2              | [ 127 ]   |
| Spania (PROMUSICAE)                             | 3              | [ 128 ]   |
| Suedia (Sverigetopplistan)                      | 3              | [ 129 ]   |
| Statele Unite ale Americii (Billboard Hot 100)  | 5              | [ 27 ]    |
| Statele Unite ale Americii (Adult Contemporary) | 13             | [ 130 ]   |
| Statele Unite ale Americii (Adult Top 40)       | 13             | [ 131 ]   |
| Statele Unite ale Americii (Dance Club Songs)   | 1              | [ 132 ]   |
| Statele Unite ale Americii (Latin Pop Songs)    | 11             | [ 133 ]   |
| Statele Unite ale Americii (Mainstream Top 40)  | 4              | [ 134 ]   |
| Statele Unite ale Americii (Rhytmic)            | 11             | [ 135 ]   |
| Ungaria (Single Top 40)                         | 5              | [ 136 ]   |
| Venezuela (Record Report)                       | 1              | [ 137 ]   |

| Țară (clasament)                                | Poziția maximă | Referință |
| 2010                                            | 2010           | 2010      |
| ----------------------------------------------- | -------------- | --------- |
| Australia (ARIA)                                | 50             | [ 138 ]   |
| Austria (Ö3 Austria)                            | 10             | [ 139 ]   |
| Belgia (Ultratop 50 Flandra)                    | 17             | [ 140 ]   |
| Belgia (Ultratop 50 Valonia)                    | 15             | [ 141 ]   |
| Canada (Canadian Hot 100)                       | 14             | [ 142 ]   |
| Danemarca (Tracklist)                           | 19             | [ 143 ]   |
| Elveția (Swiss Hitparade)                       | 8              | [ 144 ]   |
| Europa (European Hot 100 Singles)               | 16             | [ 145 ]   |
| Germania (Official German Charts)               | 19             | [ 146 ]   |
| Italia (FIMI)                                   | 4              | [ 147 ]   |
| Olanda (Dutch Top 40)                           | 21             | [ 148 ]   |
| Regatul Unit (OCC)                              | 40             | [ 149 ]   |
| România (Romanian Top 100)                      | 2              | [ 49 ]    |
| Spania (PROMUSICAE)                             | 8              | [ 150 ]   |
| Statele Unite ale Americii (Billboard Hot 100)  | 33             | [ 151 ]   |
| Statele Unite ale Americii (Adult Contemporary) | 30             | [ 152 ]   |
| Statele Unite ale Americii (Dance Club Songs)   | 21             | [ 153 ]   |
| Statele Unite ale Americii (Mainstream Top 40)  | 25             | [ 154 ]   |
| Ungaria (Single Top 40)                         | 6              | [ 155 ]   |
| 2011                                            |                |           |
| Ungaria (Single Top 40)                         | 93             | [ 156 ]   |

## Certificări
| \| Țara \| Vânzări/ puncte \| Certificare \| Referințe \| \| --------------------------------- \| --------------- \| ----------- \| --------- \| \| Australia (ARIA) \| +70.000 \| \| [157] \| \| Belgia (BEA) \| +30.000 \| \| [158] \| \| Danemarca (IFPI Danemarca) \| +15.000 \| \| [159] \| \| Elveția (BVMI) \| +30.000 \| \| [160] \| \| Franța (SNEP) \| +150.000 \| \| [161] \| \| Germania (BVMI) \| +300.000 \| \| [162] \| \| Italia (FIMI) \| +600.000 \| \| [163] \| \| Noua Zeelandă (RMNZ) \| +7.500 \| \| [164] \| \| Rusia (IFPI) \| +300.000 \| \| [165] \| \| Spania (PROMUSICAE) \| +40.000 \| \| [166] \| \| Suedia (GLF) \| +20.000 \| \| [167] \| \| Regatul Unit (BPI) \| +436.000 \| \| [45][44] \| \| Statele Unite ale Americii (RIAA) \| +2.620.000 \| \| [168][31] \| | Note - reprezintă „disc de aur”; - reprezintă „disc de platină”; - reprezintă „dublu disc de platină”; - reprezintă „triplu disc de platină”. |             |                |
| Țara | Vânzări/ puncte | Certificare | Referințe      |
| Australia (ARIA) | +70.000 |             | [ 157 ]        |
| Belgia (BEA) | +30.000 |             | [ 158 ]        |
| Danemarca (IFPI Danemarca) | +15.000 |             | [ 159 ]        |
| Elveția (BVMI) | +30.000 |             | [ 160 ]        |
| Franța (SNEP) | +150.000 |             | [ 161 ]        |
| Germania (BVMI) | +300.000 |             | [ 162 ]        |
| Italia (FIMI) | +600.000 |             | [ 163 ]        |
| Noua Zeelandă (RMNZ) | +7.500 |             | [ 164 ]        |
| Rusia (IFPI) | +300.000 |             | [ 165 ]        |
| Spania (PROMUSICAE) | +40.000 |             | [ 166 ]        |
| Suedia (GLF) | +20.000 |             | [ 167 ]        |
| Regatul Unit (BPI) | +436.000 |             | [ 45 ] [ 44 ]  |
| Statele Unite ale Americii (RIAA) | +2.620.000 |             | [ 168 ] [ 31 ] |

## Datele lansărilor
| Regiune                    | Dată             | Format                                        |
| -------------------------- | ---------------- | --------------------------------------------- |
| Suedia                     | 9 noiembrie 2009 | Descărcare digitală – disc single promoțional |
| Belgia                     | 9 noiembrie 2009 | Descărcare digitală – disc single promoțional |
| Franța                     | 9 noiembrie 2009 | Descărcare digitală – disc single promoțional |
| Statele Unite ale Americii | 20 aprilie 2010  | Difuzare radio                                |
| Franța                     | 10 mai 2010      | EP The Remixes – Descărcare digitală          |
| Belgia                     | 10 mai 2010      | EP The Remixes – Descărcare digitală          |
| Danemarca                  | 10 mai 2010      | EP The Remixes – Descărcare digitală          |
| Olanda                     | 10 mai 2010      | EP The Remixes – Descărcare digitală          |
| Norvegia                   | 10 mai 2010      | EP The Remixes – Descărcare digitală          |
| Portugalia                 | 10 mai 2010      | EP The Remixes – Descărcare digitală          |
| Suedia                     | 10 mai 2010      | EP The Remixes – Descărcare digitală          |
| Elveția                    | 10 mai 2010      | EP The Remixes – Descărcare digitală          |
| Canada                     | 18 mai 2010      | EP The Remixes – Descărcare digitală          |
| Statele Unite ale Americii | 18 mai 2010      | Maxi single, EP, descărcare digitală          |
| Statele Unite ale Americii | 15 iunie 2010    | EP The Remixes – CD single                    |
| Franța                     | 21 iunie 2010    | CD single                                     |
| Regatul Unit               | 28 iunie 2010    | CD single, Vinil 7", CD deluxe                |
| Germania                   | 2 iulie 2010     | CD single, CD deluxe                          |